# تحصیل مردان
تحصیل مردان (به انگلیسی: Mardan Tehsil) یک تحصیل در پاکستان است که در خیبر پختونخوا واقع شده‌است.